# Il punto di svolta
Il punto di svolta. Scienza, società e cultura emergente (titolo originale: The Turning Point: Science, Society, and the Rising Culture) è il secondo saggio del fisico austro-americano Fritjof Capra, pubblicato nel 1982. Scritto durante la crisi economica e sociale dei primi anni Ottanta, il libro vuole tracciare un parallelo tra la crisi della fisica nei primi anni del XX secolo, e l'incapacità delle società contemporanee di far fronte a problemi di portata sistemica e globale come quelli economici ed ecologici. In questo senso, esso prosegue l'analisi iniziata dal precedente Il Tao della fisica.
Nell'analisi vengono esaminate le fondamenta della cultura occidentale, basate sul meccanicismo e sulla visione cartesiana, derivate dalle teorie di Locke, Descartes e Bacone, le quali portano alla stessa fisica classica.
La tesi del libro è che, come la fisica ha dovuto abbandonare la visione riduzionista per indagare l'infinitamente piccolo e l'infinitamente grande (teoria dei quanti e relatività), lo stesso dovrebbero fare medicina, biologia, sociologia ed economia. Nel libro è presente una chiara denuncia alle posizioni dello stile di vita occidentale, che non rispettano né le persone né le convenzioni sociali, ma incentrano il loro interesse egoisticamente sul singolo, sia come produttore, sia come consumatore. La critica di Capra non si rivolge esclusivamente al capitalismo, ma anche al marxismo ed al socialismo.
Pur datato, il libro anticipa in effetti alcuni mutamenti di paradigma, nel senso di Kuhn, poi effettivamente verificatisi: nelle scienze cognitive, con la visione di unità mente-corpo; nelle scienze biologiche, con il crollo dell'assioma genetico che asserisce "un gene, una proteina"; nelle scienze sociali ed economiche, con l'incapacità di prevedere crisi e tracolli, come la bolla del 2001 o la crisi petrolifera iniziata nel 2005, con il greggio che sale oltre i 70 dollari al barile per rimanervi, quando solo nel 2003 si parlava ancora del prezzo troppo basso del petrolio.
Anche se a volte Capra parteggia per la visione sistemica e olistica, tuttavia afferma immediatamente che il suo scopo non è ribaltare le idee comuni, ma integrare le conoscenze derivate dal riduzionismo con quelle derivanti dalle relazioni tra le varie parti.

## Edizioni italiane
- Il punto di svolta. Scienza, società e cultura emergente, trad. di Libero Sosio, Collana Saggi, Milano, Feltrinelli, settembre 1984, ISBN 88-07-811-17-0; Collana UEF. Saggi, Milano, Feltrinelli, marzo 1990.